# Дубяги (Зеньковский район)
Дубяги (укр. Дуб'яги) — село,
Проценковский сельский совет,
Зеньковский район,
Полтавская область,
Украина.
Код КОАТУУ — 5321385003. Население по переписи 2001 года составляло 124 человека.

## Географическое положение
Село Дубяги находится на левом берегу реки Грунь,
выше по течению на расстоянии в 3 км расположено село Шенгариевка,
ниже по течению примыкат село Проценки,
на противоположном берегу — село Дубовка.

## История
Была приписана к церкви в Борках
Есть на карте 1869 года
В 1911 году в хуторе Дубягин проживало 24 мужского и 25 женского пола